# حوت جوال
الحوت الجوال (الاسم العلمي: Ambulocetus natans) هو جنس انقراض من الثدييات يتبع فصيلة الحيتان الجوالة من رتبة مزدوجات الأصابع. وهو جنس من الحيتان المبكرة عاشت في عصر eocene قبل 48 مليون سنة، تم العثور عليه لأول مرة في باكستان.
يمثل المرحلة الانتقالية للحيتان من البر إلى البحر.

## مواصفاته
- شكله كالتماسيح
- زعانفه كالتماسيح
- طريقة سباحته تشابه الحيتان والدلافين